# فتحية خيري
فتحية خيْري (الدهماني، 17 أبريل 1918 - 6 يوليو 1986) اسمها الحقيقي خيرة اليعقوبي، فنانة وممثلة تونسية.

## مواضيع ذات صلة
- الصادق ثريا